# Гаузнер, Жанна Владимировна
Жанна Владимировна Гаузнер (урождённая Жанна Натановна Инбер; 28 августа (10 сентября) 1912, Париж — 9 сентября 1962, Ленинград) — русская советская писательница и переводчица.

## Биография
Родилась в Париже в семье журналиста, сотрудника «Одесских новостей» Натана Осиповича Инбера (известного под литературным псевдонимом Нат Инбер; 7 февраля 1887, Елисаветград — 3 августа 1957, Париж) и поэтессы Веры Михайловны Инбер. Родители заключили брак в Одессе 7 октября 1911 года. Дед со стороны отца — журналист, сотрудник редколлегии «Одесских новостей» Осип Абрамович Инбер (известный под литературным псевдонимом Кин; 19 сентября 1854, Одесса — 18 ноября 1932, Париж). Дед со стороны матери — крупный одесский книгоиздатель, владелец типографии (с литографией и бланкоиздательством) Моисей Липович (Филиппович) Шпенцер (1860—1927), двоюродный брат Льва Троцкого, оказавший на последнего большое влияние.  
В 1914 году родители вернулись в Одессу, а в 1919 году расстались — отец со своими родителями через Константинополь эмигрировал в Париж, а мать вторично вышла замуж за физикохимика А. Н. Фрумкина и вскоре переехала в Москву. С 1925 года Жанна Инбер жила у отца в Париже, с 1932 года вновь в Москве. В 1939 году окончила Литературный институт имени А. М. Горького.
С 1945 года и до конца жизни — в Ленинграде.
Дебютировала автобиографической повестью «Париж — весёлый город» в 1934 году. Жанна Гаузнер — автор повестей и романов «Я увижу Москву», «Мальчик и небо», «Вот мы и дома», «Конец фильма». Написала сценарий к короткометражному фильму «Юность» (новелла «Тётка с фиалками», 1963). Переводила с французского на русский и с русского на французский язык. Была одной из последних, кто общался с Мариной Цветаевой, которая провела в её комнате в доме писателей свою последнюю ночь в Чистополе накануне выезда в Елабугу 28 августа 1941 года.
По воспоминаниям Лидии Либединской, умерла от цирроза печени. Похоронена на Богословском кладбище в Ленинграде.

## Семья
- Первый муж — писатель и публицист Григорий Осипович Гаузнер (умер от менингита в 1934 году).
- Второй муж — драматург, переводчик и критик Юрий Александрович Оснос, доцент ИФЛИ (их годовалый сын Миша[11] умер в Чистополе в декабре 1941 года)[12][13][14][15].
- Третий муж — кинорежиссёр Михаил Григорьевич Шапиро.